# Oreo

Marca înregistrată pe fața biscuitelui

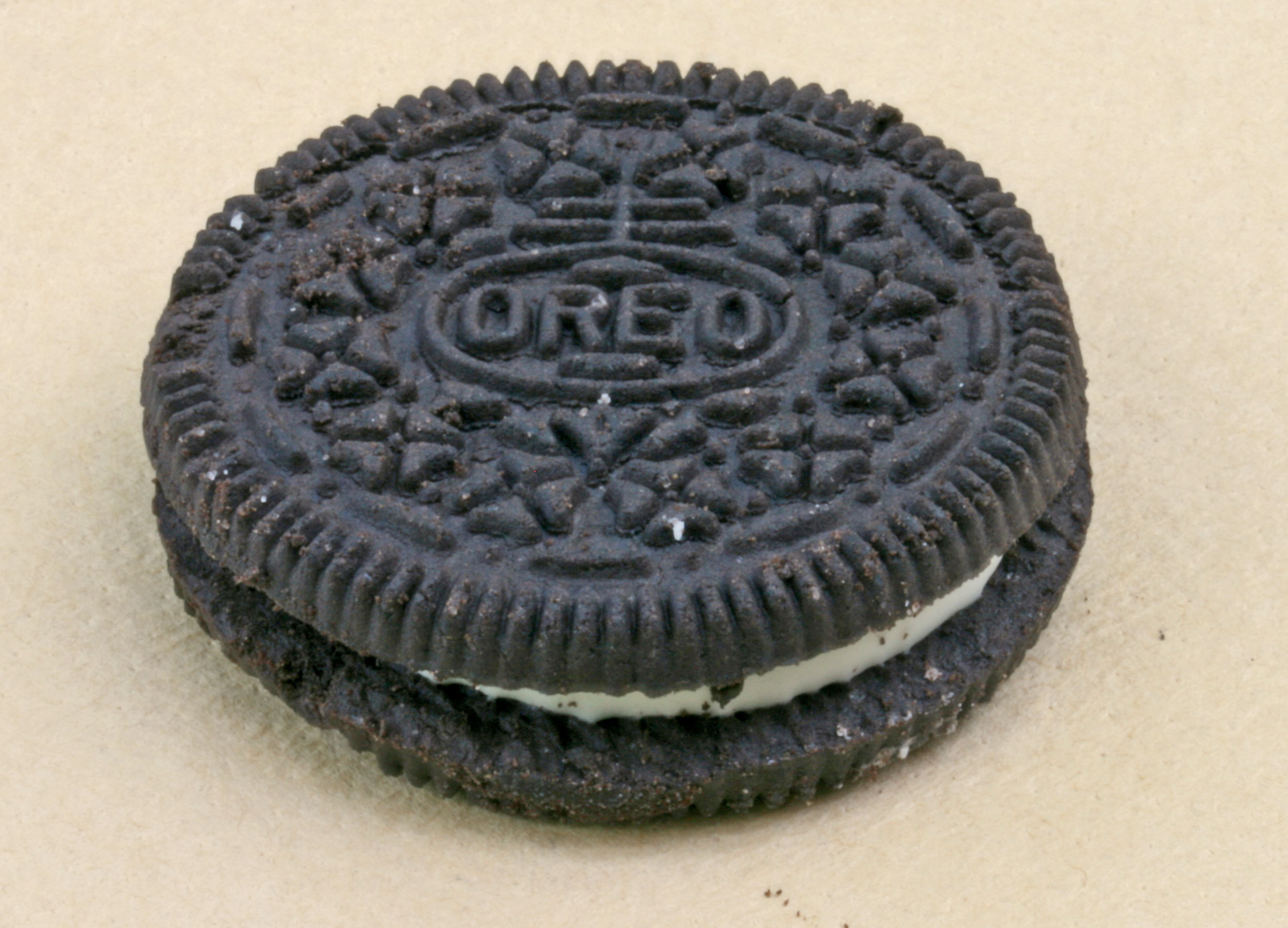
Un biscuit Oreo

Oreo este un produs format din doi biscuiți de ciocolată umpluți cu cremă de diferite sortimente. Versiunea din prezent vândută în Statele Unite este produsă de către Nabisco, divizie a Mondelēz International. Oreo a devenit cea mai vândută marcă de biscuiți din Statele Unite încă din 1912.

## Etimologie
Originea numelui Oreo este necunoscută, dar există mai multe ipoteze, inclusiv derivații de la cuvântul francez "Or", adică de aur (ambalajul folosit din trecut fiind din aur), sau din cuvântul greac  'Oreo', ceea ce înseamnă frumos, drăguț sau bine făcut. Alții cred că biscuiții au fost numiți Oreo pentru că e un nume scurt și ușor de pronunțat.

## Distribuția internațională
Biscuiții Oreo sunt distribuiți în întreaga lume printr-o varietate de campanii de vânzări și marketing.
Potrivit companiei Kraft Foods Oreo sunt „cei mai vânduți biscuiți din lume”. Popularitatea biscuiților Oreo continuă să crească, la fel ca și cantitatea de distribuție. În martie 2012, Revista Time a raportat că biscuiții sunt disponibili în mai mult de 100 de țări. În general, se estimează că de la începuturile producției din 1912 peste 450 de miliarde de Oreo au fost produși la nivel mondial. Statele Unite ale Americii, China, Venezuela, Canada, Indonezia întregesc top 5 țări în materie de vânzări.